# Cibulakan
Cibulakan is een bestuurslaag in het regentschap Cianjur van de provincie West-Java, Indonesië. Cibulakan telt 5723 inwoners (volkstelling 2010).